# Encyclopédie
L'Enciclopedia o Dizionario ragionato delle scienze, delle arti e dei mestieri (Encyclopédie ou Dictionnaire raisonné des sciences, des arts et des métiers nel titolo originale) è una vasta enciclopedia pubblicata nel XVIII secolo, in lingua francese, da un consistente gruppo di intellettuali sotto la direzione di Denis Diderot e con la collaborazione di Jean-Baptiste Le Rond d'Alembert.
Essa rappresenta un importante punto di arrivo di un lungo percorso teso a creare un compendio universale del sapere, nonché il primo esempio di moderna enciclopedia di larga diffusione e successo, cui guarderanno e si ispireranno nella struttura quelle successive.
La sua introduzione, il Discorso Preliminare, è considerata un'importante esposizione degli ideali dell'Illuminismo, nel quale viene altresì esplicitato l'intento dell'opera di incidere profondamente sul modo di pensare e sulla cultura del tempo.

## Prodromi
(dal Discorso Preliminare di Jean le Rond d'Alembert tratto dal primo volume dell'Encyclopédie)
L'Encyclopédie di Diderot e D'Alembert rappresentò il prototipo per eccellenza cui richiamarsi per quanti intrapresero in seguito la compilazione di opere enciclopediche e fu il punto di arrivo più completo e significativo di un percorso di ricerca sviluppatosi sin dal XVII e proseguito nella prima metà del XVIII secolo. Essa costituì, inoltre, il più ponderoso e consapevole compendio - in un certo senso un vero e proprio manifesto - rappresentativo della visione del mondo promossa dal movimento filosofico e culturale passato alla Storia come Illuminismo e finì per incarnare il concetto stesso di enciclopedia come summa complessiva e sistematica delle conoscenze di un'intera cultura, laddove l'impiego di una lingua nazionale si afferma definitivamente come mezzo di descrizione ordinata dell'intero universo del sapere.
Se l'uso della lingua nazionale e l'ordinamento rigoroso delle materie trattate sono due dei più importanti fattori che contraddistinguono le moderne enciclopedie dai tentativi condotti in precedenza, possiamo dire che la prima compilazione di una moderna enciclopedia spetta all'italiano Vincenzo Maria Coronelli, celebre cartografo veneziano e generale dei Francescani minoriti, il quale nel 1701 iniziò la pubblicazione della sua Biblioteca universale sacro-profana, un'opera ordinata alfabeticamente e scritta in lingua italiana. L'ambizioso progetto di Coronelli rivela l'ampiezza e la maturità in senso enciclopedico della concezione della sua Biblioteca: l'opera avrebbe dovuto contare infatti ben 45 volumi e trecentomila voci. Ben al di sopra della possibilità di un sol uomo, rimase tuttavia incompiuta: solo sette volumi (con 32.000 voci) videro la luce sino al 1706, quando il tentativo intrapreso fu abbandonato.
Fu invece concluso felicemente ed ebbe grande successo internazionale il meno vasto - ma non meno importante e completo - progetto intrapreso da Ephraim Chambers, che nel 1728 pubblicò a Londra, in due soli volumi, la sua Cyclopaedia, or an Universal Dictionary of Art and Sciences (Cyclopaedia, o il dizionario universale delle arti e delle scienze). Sebbene mancasse del tutto di voci biografiche e non trattasse né di Storia, né di Geografia, la Cyclopaedia era un'opera compilata molto accuratamente e, per questo, s'impose immediatamente come molto attendibile, divenendo rapidamente oggetto di progetti di traduzione e di imitazione in altri Paesi europei.

### Il progetto di traduzione francese dellaCyclopaediainglese
Nel 1739, un anno prima della sua morte, Chambers rifiutò l'offerta di pubblicare in Francia un'edizione tradotta della sua Cyclopaedia, da dedicare a Luigi XV. Negli anni immediatamente successivi, tuttavia, la traduzione in francese fu iniziata da John Mills, un letterato inglese, autore di pubblicazioni sull'agricoltura, da tempo residente in Francia, il quale prese come assistente il professore tedesco Gottfried Sellius, originario di Danzica, ma stabilitosi da diverso tempo a Parigi.
Secondo alcune versioni nel 1743 essi si sarebbero rivolti al tipografo reale, il libraio ed editore André Le Breton, perché ottenesse per loro conto il permesso di pubblicazione ed i relativi privilegi di stampa; questi, invece, se li sarebbe fatti concedere a proprio nome, provocando il risentimento di Mills. Più tardi Le Breton si sarebbe mostrato estremamente insoddisfatto del lavoro svolto da Mills, accusandolo di avere un'insufficiente padronanza del francese. La tensione sfociò quindi in un'aggressione fisica condotta da Le Breton ai danni di Mills. Mills ruppe i rapporti con Le Breton e lo trascinò in tribunale, ma la Corte concluse la causa in favore di Le Breton, accreditando le tesi che l'aggressione fosse stata provocata dall'incompetenza dello stesso Mills.
Stando invece a quanto riferito da altre fonti, la traduzione sarebbe stata conclusa dal Mills e dal Sellius tra il 1743 e il 1745 e offerta dai due a Le Breton, il quale avrebbe ottenuto per sé il permesso di pubblicazione ed il privilegio reale nel febbraio del 1745. L'opera, che doveva constare di cinque volumi, uno dei quali di tavole, avrebbe dovuto essere intitolata "Encyclopédie, ou Dictionnaire universel des arts et des sciences… traduit del l'Anglois d'Ephraim Chambers" secondo quanto annunciato nel piano dell'opera stampato e distribuito dal Le Breton per pubblicizzare l'enciclopedia. A seguito di una lite con Mills, Le Breton ottenne l'annullamento del contratto che aveva stretto con Sellius e Mills ed espanse i suoi piani, coinvolgendo altri 3 editori e puntando a realizzare l'opera in 10 volumi, due dei quali di tavole. Mills tornò in Inghilterra, mentre Sellius continuò il suo lavoro di traduttore professionale, non solo di voci provenienti dall'opera di Chambers, ma anche da un altro lavoro enciclopedico, il Lexicon technicum di John Harris.
Le Breton, una volta rotti definitivamente i rapporti con Mills e Sellius, e non essendo in grado di curare aggiornamento e correzione della traduzione personalmente, nel 1745 ne affidò l'incarico all'abate e matematico Jean Paul de Gua de Malves. Questi accettò, concependo un ampliamento notevole dell'opera; tuttavia anch'egli finì per entrare in forte contrasto con il tipografo e per abbandonare il progetto nel 1747.

### La prima traduzione dellaCyclopaedia, in italiano, precede quella francese
Negli stessi anni nei quali, come abbiamo visto, tenta faticosamente di prendere avvio la traduzione in francese della Cyclopaedia, mentre la prima traduzione in italiano è effettuata a Napoli tra il 1747 e il 1754 a opera di Giuseppe Maria Secondo (1715-1798), un magistrato napoletano di origine pugliese, in otto tomi stampati presso il tipografo Giuseppe De Bonis. Tra il 1748 e il 1749 viene completata e pubblicata un'altra traduzione - in nove volumi in quarto - a Venezia sempre in lingua italiana, nella stessa città ove, con la Biblioteca universale sacro-profana di Coronelli, avevano visto la luce i primi volumi enciclopedici dell'Età moderna.

## Cronologia dell'impresa editoriale

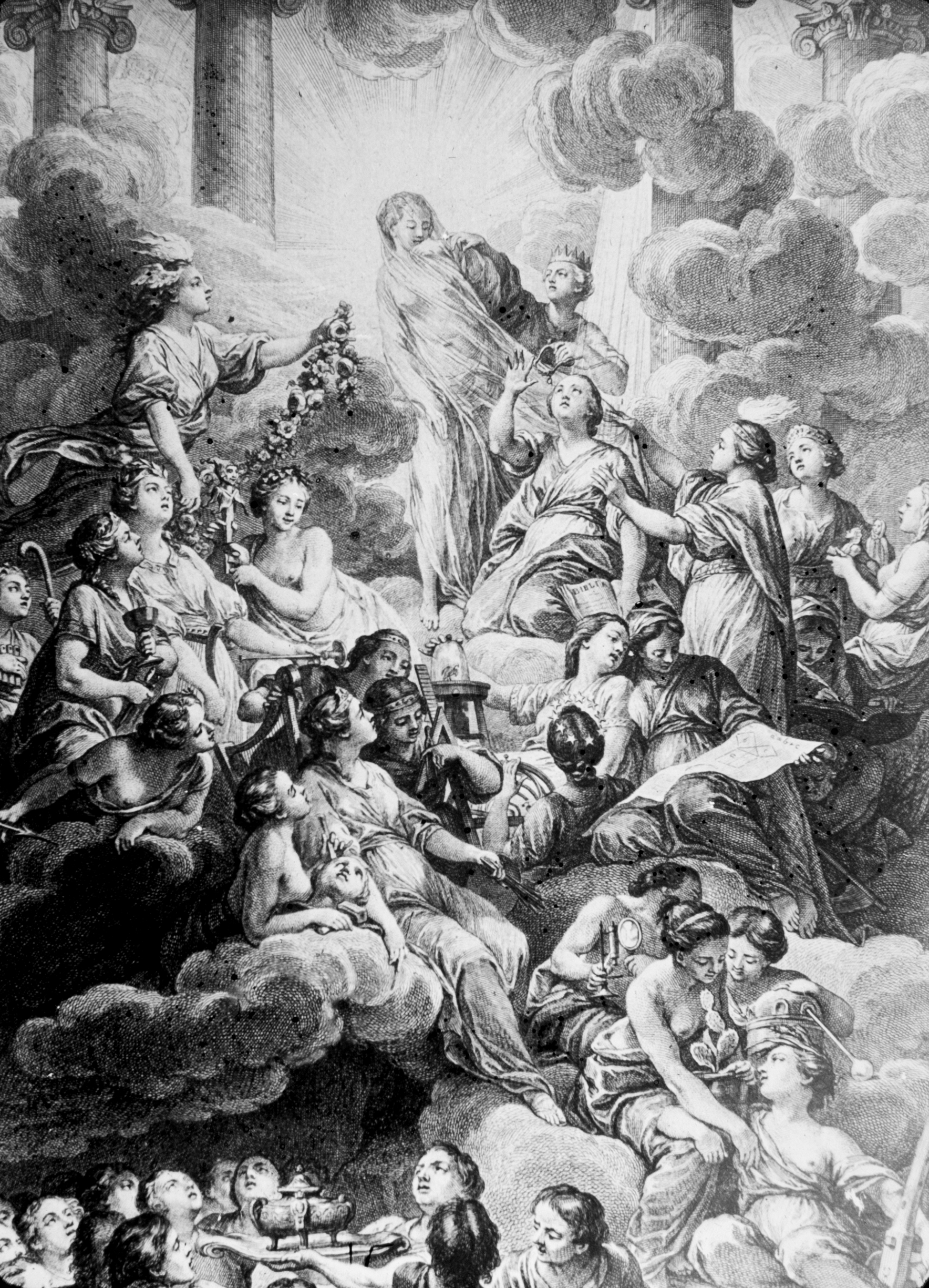
Particolare dell'antiporta dell'Encyclopédie: al centro la Verità raggiante di luce; a destra la Ragione e la Filosofia le strappano il velo, dipinto di Charles Nicolas Cochin inciso da Bonaventure-Louis Prévost nel 1772 ([//upload.wikimedia.org/wikipedia/commons/f/fd/Encyclopedie_frontispice_full.jpg Antiporta completa])

- 1745: il libraio ed editore André Le Breton affida a Denis Diderot la traduzione della Cyclopædia, un Dizionario delle Arti e delle Scienze stampato dall'editore inglese Ephraim Chambers nel 1728. In Francia ancora non esisteva alcuna opera simile, essendo all'epoca le arti e i mestieri manuali considerati generalmente di minore importanza. Questo progetto iniziale, piuttosto modesto, prese tuttavia, sotto l'impulso di Diderot e di D'Alembert ben altra ampiezza, proponendosi l'ambizioso obiettivo di sintetizzare e diffondere in un'unica opera organica tutte le conoscenze del tempo.
- 16 ottobre 1747: Jean Paul de Gua de Malves, cui era stato affidato in origine, rinuncia all'incarico di direzione del progetto di redazione dell'Encyclopédie, che viene ufficialmente affidato a Diderot e D'Alembert, che sino a quel momento era occupato come semplice revisore delle voci scientifiche tradotte da Diderot e da altri collaboratori.
- Novembre 1750: il Prospectus (il Piano dell'opera), redatto da Diderot è diffuso in 8.000 esemplari.
- 1751: pubblicazione del primo volume dell'Encyclopédie, con il Discorso di presentazione di D'Alembert (dal quale è tratto il significativo brano che apre questa voce).
- Gennaio 1752: viene pubblicato il tomo secondo. I Gesuiti, frattanto, ottengono la proibizione dei tomi primo e secondo. Gli interventi di Madame de Pompadour e di Malesherbes permettono tuttavia di riprendere la pubblicazione. In ogni caso D'Alembert, che assumerà da questo momento in poi un atteggiamento defilato rispetto alla promozione dell'opera, propone di non consacrarsi che ai contributi in materia matematica.
- Febbraio 1752: il Consiglio di Stato del Regno di Francia vieta di vendere, di comprare o di detenere l'Encyclopédie. Tuttavia, il magistrato Malesherbes, nella sua veste di direttore della Librairie, ossia di massimo responsabile della censura reale sulle opere stampate, si erge a protettore dei filosofi e autorizza la ripresa della pubblicazione.
- Novembre 1753: pubblicazione del tomo terzo.
- Novembre 1755: pubblicazione del tomo quinto.
- 1757: pubblicazione del tomo settimo. A seguito dell'attentato di Robert François Damiens contro Luigi XV, il partito dei devoti coglie l'occasione per sottolineare il lassismo della censura e per dimostrare che lo scopo reale dell'Encyclopédie sarebbe quello di minare il governo assolutista e la religione, promuovendo l'ateismo in forma larvata.
- 8 marzo 1759: Soppressione del privilegio di stampa concesso all'Encyclopédie a seguito dei sommovimenti sociali causati dalla pubblicazione de De l'esprit di Helvetius. Condanna del papa Clemente XIII.
- Settembre 1759: Malesherbes ottiene di aggirare la soppressione del privilegio di stampa ottenendo il permesso di pubblicare dei volumi di tavole. La redazione e la pubblicazione del testo proseguono clandestinamente.
- 1762: mutazione degli equilibri politici: un decreto del Parlamento di Francia dispone l'espulsione dei Gesuiti.
- 1764: Diderot scopre episodi di censura esercitati sui testi dell'Encyclopédie dal suo stesso editore, Le Breton.
- 1765: Diderot conduce a termine il suo lavoro di redazione e di supervisione. Vengono distribuiti gli ultimi dieci volumi. Le Breton passa una settimana nella prigione della Bastiglia con l'accusa di avere inviato clandestinamente a Versailles alcuni esemplari dell'Encyclopédie.
- 1770-1778: un lungo conflitto giuridico vede opposti Diderot, Pierre-Joseph Luneau de Boisjermain e gli editori dell'Encyclopédie a proposito del mancato rispetto degli impegni editoriali assunti nel Prospectus.
- 1772: gli ultimi due volumi di tavole vengono pubblicati senza difficoltà.

Al fine di portare avanti il loro progetto, Diderot e d'Alembert, che sarà condirettore sino al 1759, si circondano di una "società di letterati", visitano gli studi letterari allora in piena fioritura, seguono i lavori d'edizione e, in parte, anche quelli di commercializzazione. Inizialmente prevista per constare di dieci volumi, la loro Encyclopédie finirà per comprenderne 35 (dei quali tredici di tavole) e richiederà ventiquattro anni di duro lavoro.
L'Encyclopédie è anche un'opera militante che si propone di «sommuovere tutto, senza eccezioni e senza riguardi», e per ottenere tale scopo, Diderot dovrà lottare contro la censura. I Gesuiti rimproverano alla tesi dell'abate Prades di contenere delle proposizioni eretiche e riescono ad organizzare un autodafé. Madame de Pompadour, favorita di Luigi XV, appoggia Diderot.

### Il seguito dell'impresa dopo Diderot
All'originale seguirono rapidamente riedizioni, adattamenti e copie non autorizzate. Così, sebbene la prima edizione fosse stata tirata in 4.225 esemplari, se ne contano quasi 24.000 tra tutte le diverse edizioni vendute all'epoca della Rivoluzione francese. Tra il 1776 e il 1777, Charles-Joseph Panckoucke e Jean-Baptiste-René Robinet pubblicarono un «Supplemento all'Enciclopedia» in quattro volumi, più uno di tavole. Una "Tabella alfabetica" apparve in due volumi nel 1780. Dal 1782 al 1832 fu pubblicata una edizione completa in 166 volumi.
A cura di Panckouche furono pubblicate prima il Tableau encyclopédique et méthodique e successivamente il monumentale progetto enciclopedico Encyclopédie Méthodique, evoluzione di quella di Diderot e d'Alembert.

## L'impresa economica
Il Piano dell'opera (Prospectus) del 1750 ottenne un migliaio di sottoscrizioni e le condizioni di acquisto, dettagliate nell'ultima pagina, prevedevano: per dieci volumi in folio dei quali 2 di tavole: 60 lire d'acconto, 36 lire alla consegna del primo volume, prevista per il giugno 1751, 24 lire alla consegna dei successivi, scaglionati di sei mesi in sei mesi, 40 lire alla consegna dell'ottavo volume e dei due tomi di tavole. In tutto, 372 lire.
L'opera, per i tempi di enorme portata, occupò circa mille operai nell'arco di 24 anni. Ci furono 2.250 sottoscrittori per una tiratura di 4.250 copie (numero risibile oggi, ma durante il XVIII secolo, una tiratura «normale» non andava oltre i 1.500 esemplari).
Visto l'elevato prezzo d'acquisto, si può supporre che il lettore tipico dell'opera facesse parte della classe borghese, dell'esercito, dell'amministrazione statale o della Chiesa..
Dal momento che i salotti di lettura si moltiplicavano, è possibile ipotizzare l'opera sia stata consultata da un pubblico significativamente più esteso di quello costituito dai diretti acquirenti.
Il temporaneo divieto imposto alla diffusione dei tomi primo e secondo, lungi dalle intenzioni dei censori, accese la curiosità del pubblico attorno all'opera, stimolando proprio in quel periodo più di 4.000 ordinazioni. A seguito dei sommovimenti generati dalla pubblicazione de De l'esprit, al ritiro del privilegio di stampa e al divieto papale, Le Breton fu condannato, quale pena accessoria, a rimborsare i sottoscrittori, ma nessuno di essi si fece mai avanti per ottenere materialmente alcuna somma.
In conclusione, l'impresa fu un vero successo editoriale: per 1.158.000 lire spese, ne furono guadagnate 2.162.000, praticamente raddoppiando l'investimento.

## La prima edizione italiana
Le prime ristampe italiane dell'Encyclopédie in lingua francese apparvero nella Repubblica di Lucca (tra il 1758 e il 1776) e a Livorno (1770-1778).
All'impresa dell'edizione lucchese, curata da Ottaviano Diodati, parteciparono tra gli altri anche l'erudito ecclesiastico locale Giovan Domenico Mansi, in qualità di revisore per conto della curia arcivescovile, e l'archeologo Filippo Venuti di Cortona. Il primo e il secondo volume uscirono con l'imprimatur di papa Benedetto XIV. Il successivo papa, Clemente XIII, fece ammonire Mansi perché desistesse dalla collaborazione. Il Mansi continuò però a stendere, in modo anonimo, le note al testo e suo è un elogio di Montesquieu, pubblicato nell'introduzione al quinto volume. Secondo alcune fonti il Mansi, che anni dopo divenne arcivescovo di Lucca, si vide preclusa, a causa di questa collaborazione, la nomina a cardinale, ma la notizia è priva di qualunque riscontro documentale.
L'edizione di Livorno fu curata dall’Abate Michelangiolo Serafini e da Filippo Gonnella, col beneplacito del Granduca Pietro Leopoldo di Toscana.

## Lo spirito enciclopedico

### Spirito filosofico
Nel secolo dei lumi che pone le basi del pensiero moderno, l'evoluzione del pensiero è legata all'evoluzione dei costumi. I racconti di viaggi, per esempio quelli di Bougainville, incitano al confronto fra le diverse forme di civiltà: l'etica e gli usi si dimostrano relativi nello spazio e nel tempo. La borghesia bussa alla porta della nobiltà, diventando nobiltà di denaro contrapposta alla nobiltà di spada. Da questo nasce la contrapposizione fra le logiche del determinismo (ereditario) e del libero arbitrio. Molti borghesi si sentono frustrati dal fatto che la situazione (cioè la mobilità fra le classi sociali) sia totalmente bloccata, particolarmente in confronto con quanto avviene nella Gran Bretagna.
Si impongono nella società nuovi valori: la natura che determina il divenire dell'uomo, il benessere in terra che diventa uno scopo, il progresso per cui tutte le epoche si sforzano di realizzare il massimo benessere collettivo. Il nuovo spirito filosofico che si stabilisce è basato sull'amore per la scienza, la tolleranza ed il benessere materiale, in opposizione a tutti i vincoli derivanti dal regime monarchico e dalla religione che non vanno messi in discussione
Contemporaneamente l'ateismo, che debutta ufficialmente come una posizione sociale, viene perseguito dalla legge e può comportare la condanna a morte.

### Spirito scientifico
Questo sviluppo si ispira allo spirito scientifico. Il metodo sperimentale, applicato a questioni filosofiche, conduce all'empirismo, per il quale tutta la nostra conoscenza deriva, in via più o meno diretta, dall'esperienza dei sensi, senza intervento dello spirito.
Inoltre, lo spirito scientifico manifesta un suo carattere enciclopedico: nel XVIII secolo non si specializza, ma tocca tutti i domini della conoscenza, dalla scienza alla filosofia, dall'arte, alla politica e alla religione. Si spiega così la produzione di dizionari e di altre opere letterarie generaliste che caratterizzano questo secolo, e di cui l'Encyclopédie è l'esempio forse meglio rappresentativo. Basti pensare ai 31 libri de L'Esprit des lois di Montesquieu, o ai 36 volumi de l'Histoire naturelle di Buffon, come al saggio di Condillac Essai sur les origines des connaissances humaines o al Dizionario filosofico di Voltaire (che conta 614 voci).
Già sul finire del XVII secolo, Fontenelle, nel suo Entretiens sur la pluralité des mondes (1686), e Pierre Bayle, nel Dizionario storico e critico (1697), avevano iniziato l'opera di volgarizzazione di tale forma di pensiero fondata sui fatti sensibili, l'esperienza e la curiosità per le innovazioni.

### Spirito critico
Lo spirito critico viene espresso principalmente contro le istituzioni. Il modello inglese (monarchia costituzionale) viene preferito alla monarchia assoluta. La critica storica dei testi sacri attacca le certezze della fede, il potere del clero e le religioni rivelate. I filosofi si orientano verso il deismo che contempla l'esistenza di un dio senza chiesa. Essi criticano allo stesso modo la persecuzione degli Ugonotti da parte della monarchia francese come ad esempio nella voce Réfugiés, Rifugiati.
Il risvolto positivo di questa critica è lo spirito riformistico che l'accompagna. Gli enciclopedisti prendono infatti posizione in modo marcato a favore dello sviluppo dell'istruzione, dell'utilità delle belle lettere, della lotta contro l'Inquisizione e la schiavitù, della valorizzazione delle arti "meccaniche" o "tecniche", per l'uguaglianza dei diritti naturali e per lo sviluppo economico, che viene visto come sorgente di ricchezza e di benessere.
Per difendere le loro idee, gli autori si mossero tra il tono polemico (impiegato ad esempio nella voce Prêtres, Preti, scritta dal Barone d'Holbach) e diversi momenti di autocensura, che consistevano nell'appoggiarsi a precisi esempi storici al fine di far passare obliquamente determinate idee. L'esame scientifico delle fonti permetteva agli autori di rimettere in questione alcune idee ereditate dal passato e l'abbondanza di note storiche scoraggiava una censura alla ricerca di idee sovversive. Alcuni enciclopedisti preferirono far passare punti di vista iconoclasti all'interno di voci apparentemente anodine. In tal modo, la voce dedicata al Capuchon (cappuccio) fu utilizzata per ridicolizzare i monaci.
Anche se la grande quantità di voci prodotte ha talvolta nuociuto alla loro qualità e obiettività, è giusto evidenziare la singolarità dell'avventura collettiva che fu l′Encyclopédie: per la prima volta conoscenze di ogni tipo vengono programmaticamente equiparate ai saperi "nobili" e così vi si trovano voci legate alle arti del fornaio, dell'arrotino, del magnano, del pellaio. Questa importanza accordata all'esperienza umana è una delle chiavi per il pensiero del secolo: la ragione si volge verso l'uomo, il quale - in fin dei conti - ne è il fine.

### Spirito borghese
Gli apporti positivi recati dai Lumi alla civiltà occidentale hanno avuto anche un loro prosaico prezzo. Voltaire, titolare di una delle maggiori fortune del Regno di Francia, ispirandosi al modello inglese, fece di sé stesso uno dei primi capitalisti francesi. I valori promossi da questi filosofi, pertanto, sono sovente coincidenti con quelli della classe sociale che li esprimeva e che si avviava a conquistare il potere: la borghesia. La voce Réfugiés, Rifugiati, ne è un esempio perfetto: vi si valorizzano il lavoro, la ricchezza e l'industria in opposizione ai valori tradizionali della nobiltà dedita non già al lavoro, ma ai fatti d'arme e caratterizzata dal rifiuto di occuparsi degli affari così come della terra e dell'agricoltura.
Per la corretta comprensione dei testi è dunque indispensabile sottolineare come la gran parte dei filosofi impegnati nell'opera fosse d'estrazione borghese e come si rivolgesse a persone del suo stesso stato sociale, a dispetto di quanto dichiarato nella voce Zzuéné et Gens de lettre, Zzeuene e i letterati, che chiude il diciassettesimo ed ultimo volume dell'opera.
Ancora Voltaire - per non citare altri - ha spesso manifestato in modo netto un certo disprezzo verso il "popolino" (d'altra parte scrisse un poema sull'indispensabilità del lusso al benessere che dipinge la miseria del popolo in termini davvero negativi per quest'ultimo) e così da parte sua come da quella di altri, la difesa delle minoranze prende spesso la forma di una metafora della difesa della minoranza borghese in contrapposizione all'onnipotenza della nobiltà.

### Struttura
Per sfuggire ai limiti imposti dall'ordinamento alfabetico, l'Encyclopédie di Diderot introdusse una significativa innovazione utilizzando quattro diversi tipi di rinvii:
- rinvii classici, detti de mots (delle parole), a richiamare una definizione contenuta in un'altra voce;
- rinvii detti de choses (delle cose), per confermare o confutare un'idea contenuta in una voce, richiamandone un'altra;
- rinvii detti satirici o epigrammatici;
- rinvii detti de génie (del genio), che possono condurre all'invenzione di nuove arti o di nuove verità.

Tali rinvii, su cui si basano oggi, ad esempio, i collegamenti ipertestuali, consentono al lettore curioso di costruire egli stesso il proprio percorso di conoscenza ed il suo stesso sapere. I rinvii permettono inoltre - attraverso l'associazione di idee o di voci dal contenuto sovversivo celate sotto un titolo anodino (come ad esempio la voce intitolata cappuccio) - di accrescere e rendere più incisivo il carattere illuminista e critico dell'Encyclopédie.

## Citazioni
Alcune delle voci dell'Encyclopédie redatte da Diderot sono disponibili in WikiSource.

### Estratte dall'Encylopédie

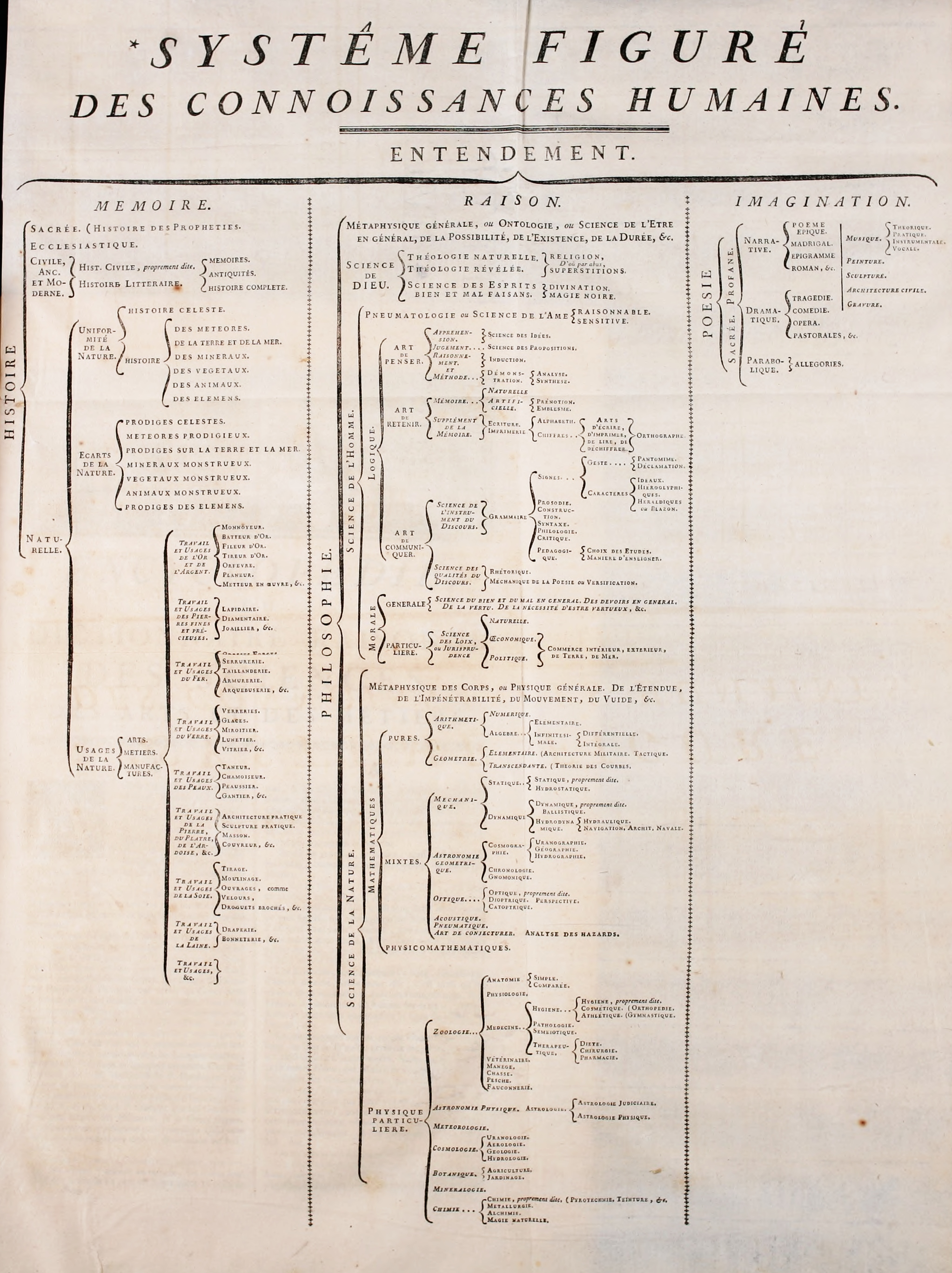
Schema dell'ordinamento classificatorio-disciplinare adottato nell'Encyclopédie

- La ragione è nei confronti del filosofo ciò che la grazia è nei confronti del cristiano... gli altri uomini procedono nelle tenebre; invece il filosofo, anche nelle sue passioni, non agisce che con la riflessione, procede nella notte, ma è preceduto da una fiaccola. Il filosofo forma i suoi principi su un'infinità d'osservazioni particolari. Non confonde il vero con il verosimile, considera vero ciò che è vero, falso ciò che è falso, dubbio ciò che è dubbio e per verosimile ciò che è verosimile. Lo spirito filosofico è dunque uno spirito di osservazione e di correttezza (voce Philosophe - Filosofo, Dusmarais)
- Piegare il ginocchio dinanzi a un uomo, o ad una immagine, non è che una cerimonia esteriore, della quale il vero Dio, che vuole il cuore e lo spirito, non tiene affatto conto e che anzi abbandona all'istituzione umana affinché ne facciano, come meglio converrà loro, segni di un culto civile e politico, o di un culto religioso. Non sono dunque queste cerimonie in sé medesime, ma lo spirito sul quale si fondano, a renderne la pratica innocente o criminale. (voce Autorité politique, Diderot)
- Se non sono stati accordati privilegi esclusivi, se il sistema delle finanze non accumula ricchezze, ci saranno poche grandi fortune e nessuna sarà acquisita velocemente; i mezzi di arricchimento distribuiti fra un gran numero di cittadini avranno naturalmente distribuito le ricchezze; la povertà estrema e la ricchezza estrema saranno ugualmente rare. (voce Luxe - Lusso, Diderot)
- Poiché la natura umana è la stessa in tutti gli uomini, è chiaro che secondo il diritto naturale ciascuno debba considerare e trattare gli altri come altrettanti esseri che gli sono naturalmente uguali, ossia che sono tanto uomini quanto egli stesso. (voce Égalité naturelle (Uguaglianza naturale), Jaucourt)
- È dolce dominare i propri simili; i preti seppero profittare dell'alta opinione che avevano generato nello spirito dei loro concittadini. Pretesero che gli dei si manifestassero a loro, annunziarono le loro leggi, insegnarono dei dogmi, prescrissero ciò che doveva essere creduto e ciò che doveva essere respinto, fissarono ciò che piaceva o dispiaceva alla divinità, organizzarono gli oracoli, predissero l'avvenire a l'uomo inquieto e curioso, lo fecero tremare per la paura delle pene che gli dei irati minacciavano per i temerari che avessero osato dubitare della loro missione o discutere la loro dottrina (voce Prêtres - Preti, Barone d'Holbach)
- Il nome di cittadino non è adatto né a coloro che vivono soggiogati né a coloro che vivono isolati; quindi coloro che vivono assolutamente allo stato naturale, come i sovrani, e coloro che hanno totalmente rinunciato a tale stato, come gli schiavi, non possono essere considerati cittadini; […] i cittadini sono tutti ugualmente nobili, poiché la nobiltà non si ottiene dagli antenati, ma dal diritto comune alle più importanti magistrature. […] Più i cittadini si avvicineranno all'uguaglianza delle prospettive e della fortuna, più lo Stato sarà tranquillo: questo vantaggio sembra essere connaturato alla democrazia pura, a differenza da ogni altra forma di governo. Ma anche nella democrazia più perfetta, l'uguaglianza completa fra i membri è uno stato puramente chimerico. Il miglior governo non è quello che è immortale, ma quello che dura più a lungo e più tranquillamente (voce Citoyen - Cittadino, Diderot)

### Relative all'Encyclopédie
- Ciò che caratterizza il filosofo e che lo distingue dal popolano, è che egli non ammette alcunché senza prova, che non ha affatto acquiescenza verso le nozioni fallaci e che stabilisce con esattezza i limiti del certo, del probabile e del dubbio. Quest'opera produrrà certamente, col tempo, una rivoluzione negli animi ed io spero che i tiranni, gli oppressori, i fanatici e gli intolleranti non abbiano a trarne vantaggio. Avremo reso un servigio all'umanità. (Lettera di Diderot a Sophie Volland del 26 settembre 1762).

## Principali contributori
(Denis Diderot)

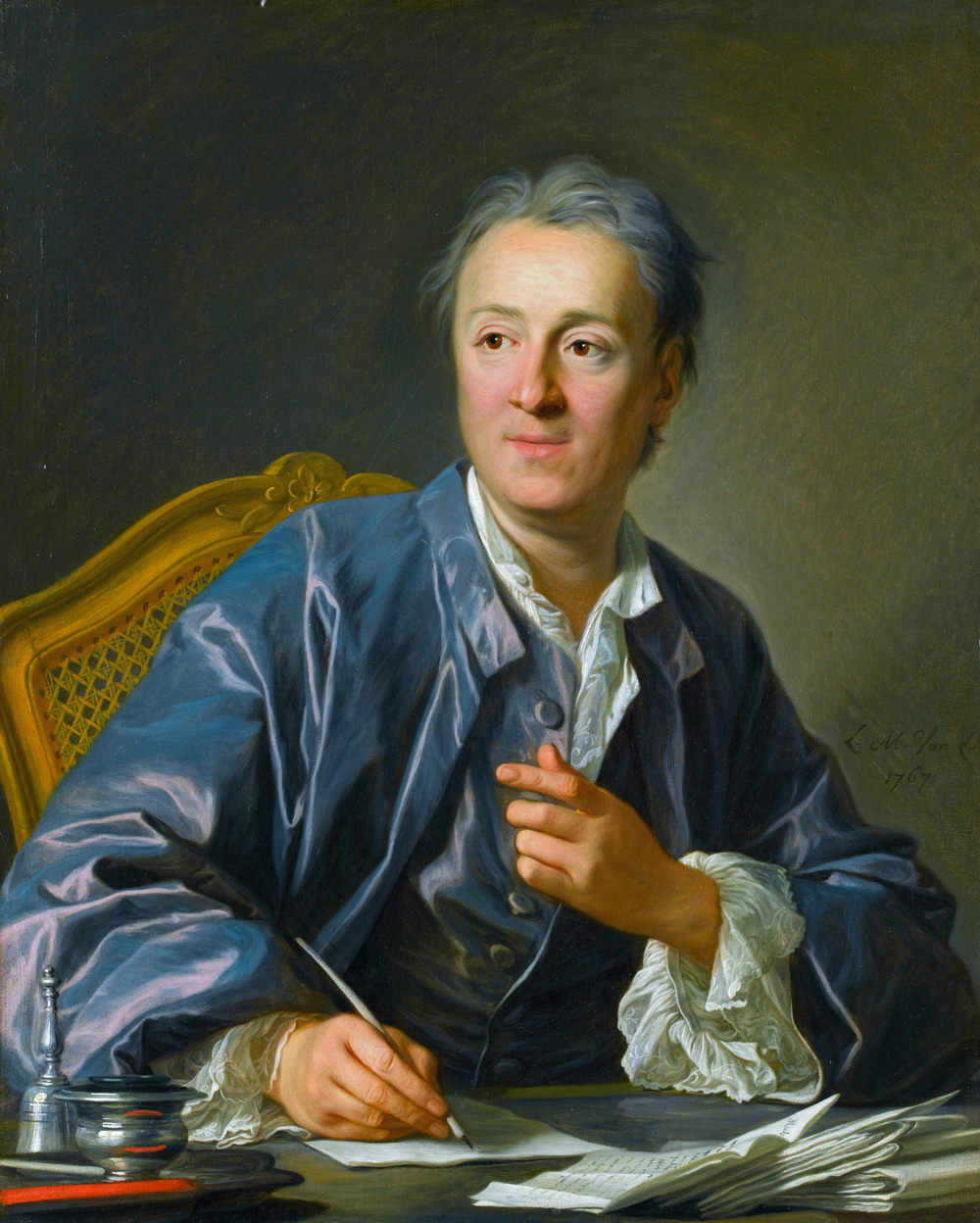
Denis Diderot

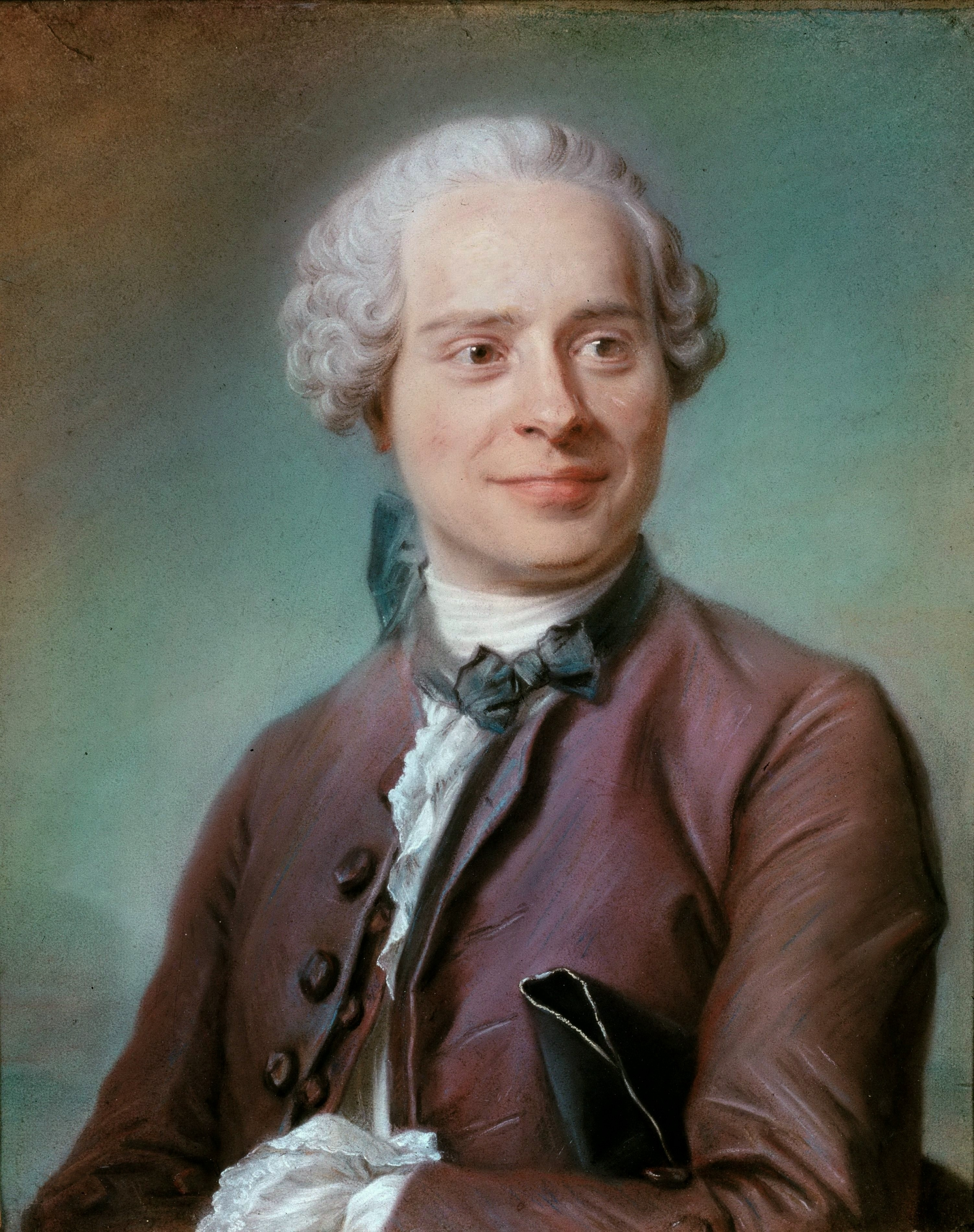
Jean Baptiste Le Rond d'Alembert

È impossibile elencare tutti i contributori dell'Enciclopédie, che furono assai numerosi e talvolta anonimi. Tuttavia, possono essere citate alcune personalità celebri – almeno all'epoca – che hanno fornito un loro contributo.
- Va citato innanzitutto Denis Diderot per aver gestito il programma e per le numerose voci che ha redatto (più di mille) o supervisionato nell'ambito dell'economia, della meccanica, della filosofia, della politica e della religione.
- Il cavalier Jaucourt, poco conosciuto, sebbene sia uno dei principali contributori in campo economico, letterario, medico e politico. In particolare ha curato le voci Delo, Delfi, Uguaglianza naturale, Ginnastica, Carta, Persia, Fidia, Prassitele, Romanzo, Scopa (scultore greco), Tratta dei negri (commercio d'Africa), nonché il massimo contributore di singole voci dell'opera (è di suo pugno circa il 25% del totale di quasi 18.000).
- D'Alembert ha redatto il Discours préliminaire (l'introduzione) e diversi articoli fra cui Ginevra: sul teatro in questa città.
- L'Abbé Mallet: storia, teologia e letteratura nei primi tomi.
- Barone d'Holbach: chimica, mineralogia, politica, religione.
- Charles Bossut: matematica, meccanica, idraulica.
- Condillac: filosofia.
- Étienne Noël Damilaville: Pace.
- Daubenton: storia naturale
- Louis de Cahusac: danza, canto, balletto, passatempi, feste, ecc.
- César Chesneau Dumarsais: Filosofia
- Helvetius
- Paul Landois: pittura, scultura e acquaforte.
- André Le Breton: inchiostro
- Marmontel
- Montesquieu: parte della voce Gusto.
- Quesnay: Evidenza, Esattore, Cereali
- Rousseau: musica ed economia politica
- François-Vincent Toussaint: diritto e teologia nei primi tomi
- Anne Robert Jacques Turgot: economia, etimologia, filosofia, fisica
- Voltaire: storia, letteratura e filosofia.
- Claude Yvon: voci anima e ateismo
- Pierre-Jean Grosley

## Elogi
Sono contenuti nell'ultimo volume di discorso dell'Enciclopedia due Elogi rivolti a Montesquieu e Dumarsais.

### Elogio a Montesquieu
Persuasi, non meno, che il Signore di Montesquieu sia stato nel diritto di attendere altri panegiristi piuttosto che noi, e che il dolore pubblico avrebbe meritato degli interpreti più eloquenti, abbiamo rinchiuso all'interno di noi stessi i nostri giusti rimpianti e il rispetto per la sua memoria; ma il riconoscimento di ciò che gli dobbiamo è troppo prezioso per lasciare che siano altri a curarsene. Benefattore dell'umanità per mezzo dei suoi scritti, ha accettato di esserlo anche per quest'opera e la nostra riconoscenza non vuole ché tracciare alcune linee ai piedi della sua statua .»
(Dictionnaire des sciences des arts et des métiers. Diderot & d'Alembert.)

### Elogio a Dumarsais
(Diderot e d'Alembert, Encyclopedie)

## L'Encyclopédiein cifre
Dell'Encyclopédie sono stati stampati 4.250 esemplari. Questi i numeri concernenti l'opera:
| Parte         | Numeri     | Elemento                                      |
| ------------- | ---------- | --------------------------------------------- |
| Prima parte   |            |                                               |
|               | 17         | i volumi di testo                             |
|               | 11         | i volumi d'illustrazioni                      |
|               | 71.818     | le voci                                       |
|               | 15         | gli anni di lavoro da parte di Denis Diderot  |
|               | 21         | gli anni di distribuzione della pubblicazione |
| Seconda parte |            |                                               |
|               | 4          | i volumi di testo                             |
|               | 1          | il volume d'illustrazioni                     |
|               | 2          | i volumi di tavole generali (1776-1780)       |
|               | 18.000     | le pagine di testo                            |
|               | 75.000     | i lemmi                                       |
|               | 44.000     | le voci principali                            |
|               | 28.000     | le voci secondarie                            |
|               | 2.500      | le illustrazioni                              |
|               | 20.000.000 | le parole impiegate                           |

### Testi
- Enciclopedia degli illuministi, Antologia tecnica e scientifica, di Diderot e D'Alembert, a cura di Claudio Pierini, edizioni Cierre, Verona 2022, ISBN 9788832102635
- Enciclopedia, o dizionario ragionato delle scienze, delle arti e dei mestieri, di Diderot e D'Alembert, antologia a cura di Paolo Casini, Laterza, Roma-Bari 1968, 2ª ed. 2003.
- La filosofia dell'Encyclopédie, di Diderot e D'Alembert, a cura di Paolo Casini, Bari, Laterza, 1966.
- (FR)  Encyclopédie ou dictionnaire raisonné des sciences, des arts et des métiers, t.1 et 2, Articles choisis, Éditions Flammarion, 1993. ISBN 2-08-070426-5
- (FR)  Encyclopédie, Denis Diderot (articles Âme, Beau, Certitude, Droit naturel), Éditions Nathan. ISBN 2-09-182524-7

### Studi
- Altair4 Multimedia, L'Encyclopédie, la vita nel '700 attraverso le 2794 tavole dell'opera di Diderot e d'Alembert, CD-ROM, Istituto Geografico De Agostini Novara, 1996. ISBN 88-415-3902-X
- (FR)  Robert Darnton, L'aventure de l'Encyclopédie, Perrin, 1982.
- Delia, Luigi, Droit et philosophie à la lumière de l'Encyclopédie, Oxford University Studies in the Enlightenment (Oxford, Voltaire Foundation), 2015.
- (FR)  Jean de Viguerie, Histoire et dictionnaire du temps des Lumières, Laffont, Collection Bouquins, 1995.
- Tega Walter, Arbor Scientiarum. Enciclopedie e sistemi in Francia da Diderot a Comte, Bologna, Il Mulino, 1984.